# Варта-Болеславецька
Варта-Болеславецька (пол. Warta Bolesławiecka, нім. Alt Warthau) — село в Польщі, у гміні Варта-Болеславецька Болеславецького повіту Нижньосілезького воєводства.
Населення — 863 особи (2011).
У 1975-1998 роках село належало до Легницького воєводства.

## Демографія
Демографічна структура станом на 31 березня 2011 року:
|          | Загалом | Допрацездатний вік | Працездатний вік | Постпрацездатний вік |
| -------- | ------- | ------------------ | ---------------- | -------------------- |
| Чоловіки | 422     | 90                 | 302              | 30                   |
| Жінки    | 441     | 80                 | 275              | 86                   |
| Разом    | 863     | 170                | 577              | 116                  |